# Biquaternion de Clifford
En mathématiques, un biquaternion de Clifford est un concept d'algèbre géométrique. L'idée consiste à remplacer les nombres complexes utilisés dans un biquaternion ordinaire par des nombres complexes déployés. Ainsi, q = w + x i + y j + z k, avec w, x, y, z ∈ D est un biquaternion de Clifford. Un tel nombre peut aussi être écrit sous la forme :
{\displaystyle q=r+s~\omega \,} , {\displaystyle r,s\in \mathbb {H} \,}, avec {\displaystyle \omega ^{2}=+1\,}, et {\displaystyle \mathbb {H} \,} le corps non commutatif des quaternions d'Hamilton.
La collection de tous les biquaternions de Clifford forme une algèbre de Clifford de dimension 8 sur la droite réelle {\displaystyle \mathbb {R} \,}. 